# Mission House (îles Caïmans)
Mission House est un musée situé à Bodden Town, dans les Îles Caïmans.

## Historique
Le site historique de Mission House comprend une maison traditionnelle caïmanaise de deux étages située dans une zone de terres sèches et humides fréquentée par une faune variée. Comme on le sait dans les récits d'histoire orale et certains fragments de verre et de céramique trouvés sur le site et exposés, l'endroit est connu pour avoir été utilisé par les premiers colons pour son abondance d'oiseaux aquatiques et son approvisionnement en eau au cours des années 1700. La maison a pris de l'importance dans les années 1800 et est devenue la « Maison de la mission » en raison des premiers missionnaires, enseignants et familles qui y vivaient lors de la création d'une église et d'une école presbytériennes dans la ville de Bodden Town.
Actuellement, le site est une attraction touristique contenant des artefacts connus pour avoir été utilisés par la famille Watler. Il y a aussi une boutique de souvenirs sur place.